# مشرب (زراعة)

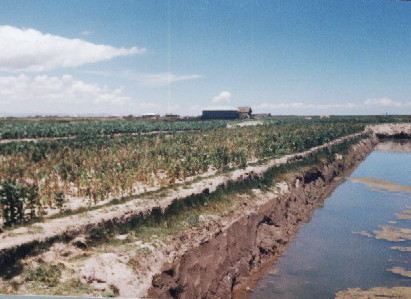

تقنية المشرب هي تقنية زراعية اخترعها الأسبان القدماء في منطقة الانديز بأمريكا الجنوبية، من بوليفيا إلى كولومبيا. وهي ترجع إلى عام 300 قبل الميلاد تقريبًا. وقد تم إحياء هذه التقنية عام 1984 في تيواناكو، ببوليفيا وكذلك في بونو ببيرو. وتدمج هذه التقنية بين الأحواض الزراعية وقنوات الرى لتفادي التلف الناجم عن تآكل التربة أتناء الفيضانات. واثارهذا الأسلوب يجمع بين اسرة قنوات الرى لمنع تلف وتاكل التربة أثناء الفيضانات. يوفر هذا الأسلوب جمع المياه (النهرية، ومياه الأمطار، والمياه التدفقية) والمياه التي يتم تصريفها لاحقًا. إن الجانب المتعلق بالصرف يجعل هذه التقنية مثيرة للاهتمام بشكل خاص في كثيرمن المناطق التي تتعرض لمخاطرالفيضانات الشديدة مثل المناطق الإستوائية في بوليفيا وبيرو حيث ظهرت التقنية. وقد استخدمت تقنية وارو وارو في العديد من البلدان مثل الصين.